# Западина Сереніті
Западина Сереніті (англ. Serenity Chasma) — ущелина на Хароні – супутнику Плутона, завширшки 40-50 км, завдовжки понад 200 км, завглибшки до 5 км. На сході межує з рівниною Вулкана, на півночі – з краєм Оз. Її неформально названо на честь зорельота зі «Світляка». 

## Поверхня
Долина Сереніті є частиною екваторіального ланцюга ущелин і западин Харона. Уважають, що колись на супутнику існували шари льоду чи, можливо, навіть був океан рідини, що згодом замерзла, розширюючи каньйон, і утворила такий рельєф, що його ми бачимо сьогодні. 

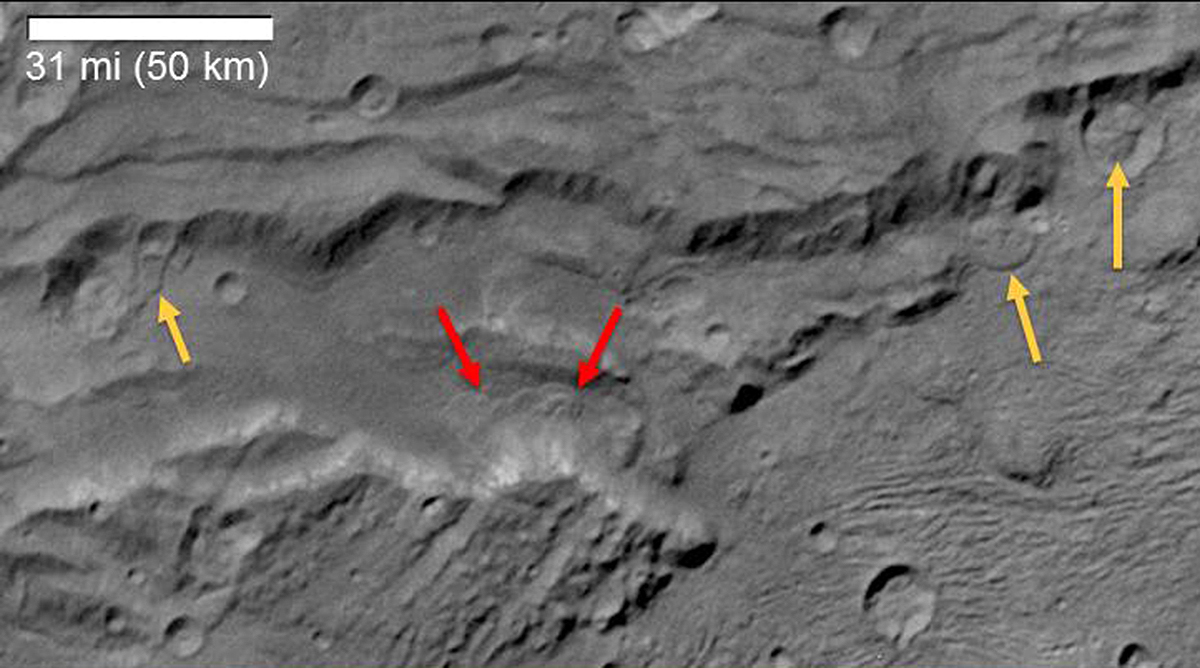
Ознаки зсувів у давнині на схилах западини Сереніті.
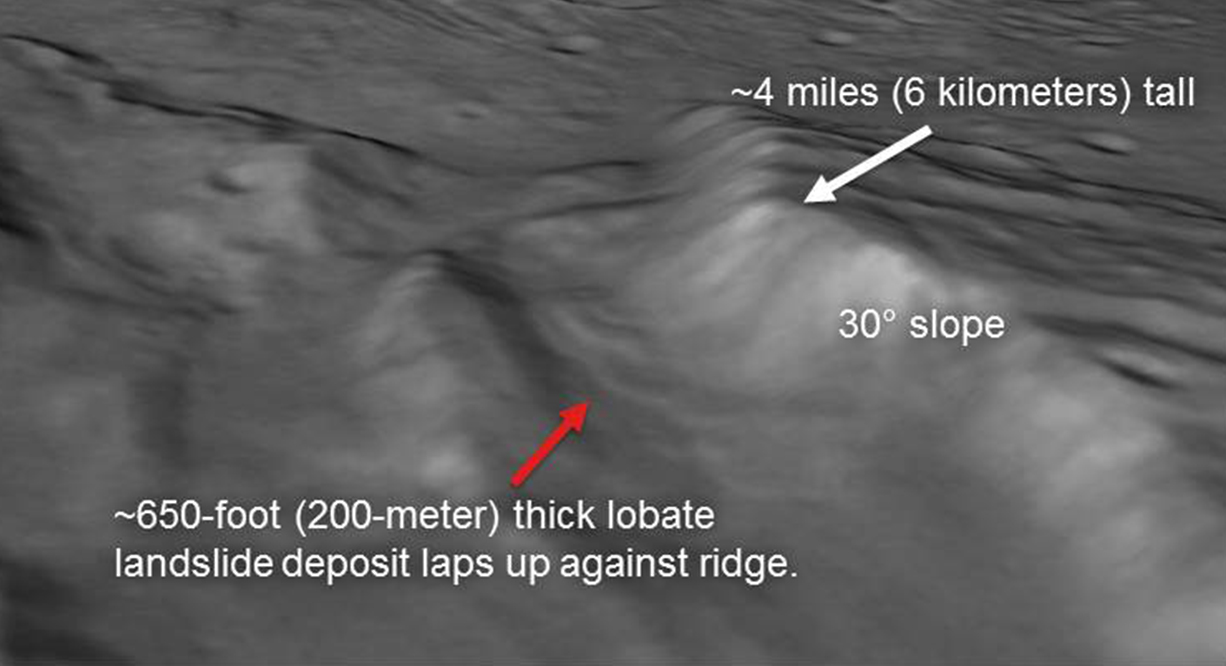
Ознаки зсувів у Сереніті.
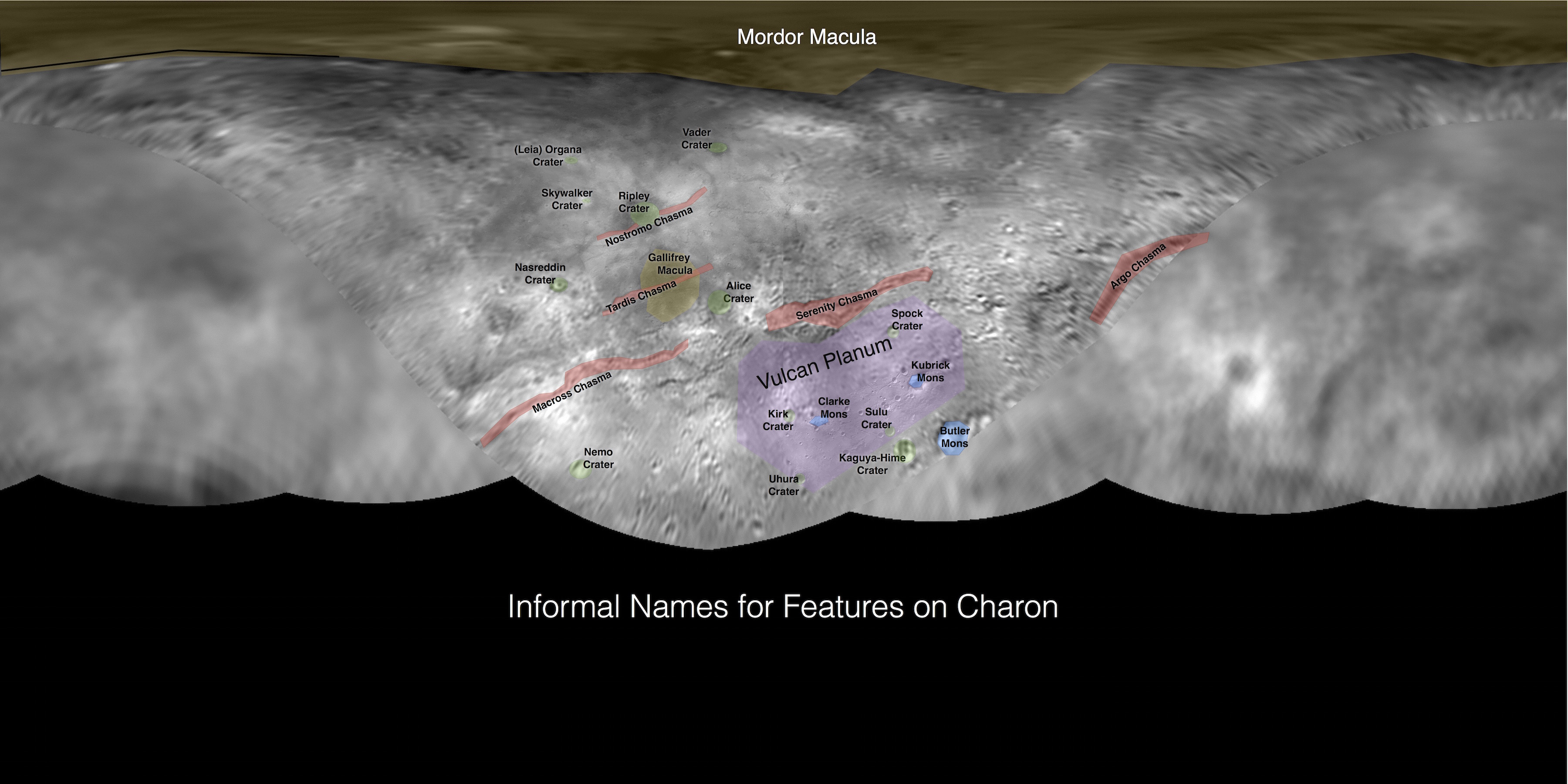
Мапа неофіційних назв об’єктів на Хароні.